# Buiksprekerseffect

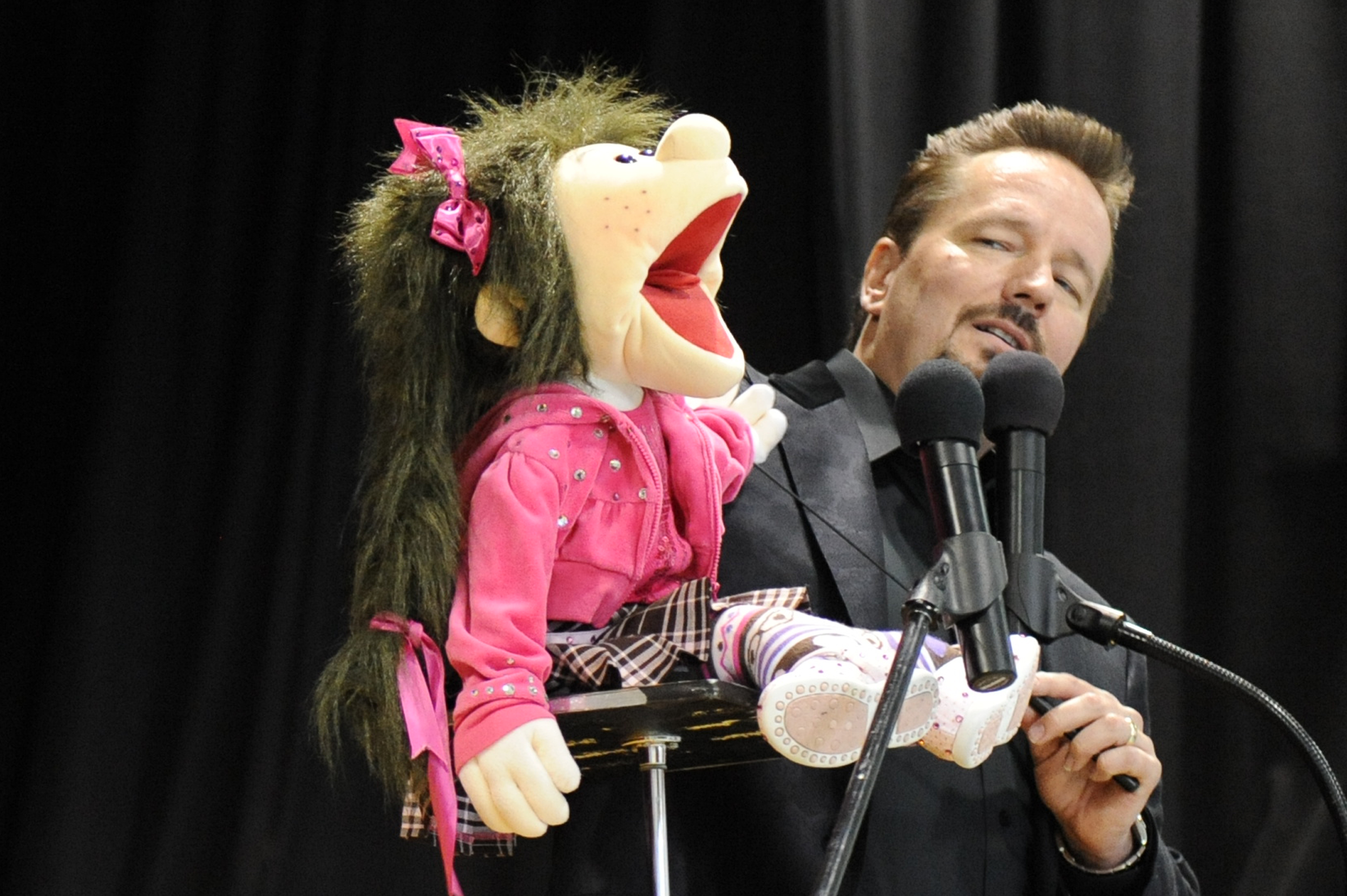
Het buiksprekerseffect: de visuele prikkel schept de illusie dat het geluid van de pop en niet van de buikspreker komt

Het buiksprekerseffect wil zeggen dat bij een buikspreker met pop het geluid van de bewegende lippen van de pop lijkt te komen, in plaats van de lippen van de buikspreker.
Het is alsof de ruimtelijke locatie van de visuele prikkel (de lippen van de pop) in dit geval de aandacht wegtrekt van de geluidsbron. Hetzelfde effect treedt op in de bioscoop met twee luidsprekers die links en rechts in de zaal zijn geplaatst. Het geluid lijkt dan voor ons gevoel van het midden te komen, dat wil zeggen van bewegende personen of gebeurtenissen op het centrale scherm en niet van opzij. Ook uit laboratoriumproeven blijkt dat mensen zich kunnen vergissen in het schatten van de plaats van de geluidsbron als tegelijkertijd een conflicterende visuele prikkel of ‘cue’ aanwezig is.
Waarom wordt het geluid door de visuele prikkel weggetrokken, en niet andersom? Dit heeft te maken met het feit dat onze hersenen beter zijn in het bepalen van de ruimtelijke locatie van visuele prikkels, dan van geluidsprikkels. Dus als er sprake is van een conflict tussen beiden, geeft het brein als het ware de voorkeur aan de visuele locatie. Anders gezegd: het visuele zintuig domineert de andere zintuigen.
Het blijkt dat vooral het rechter pariëtale gebied in de hersenen hierbij actief is.
Er blijkt ook een wonderlijke variant te bestaan op het buiksprekerseffect voor tastprikkels. Dit is aangetoond in een experiment waarbij proefpersonen hun eigen handen niet konden zien, omdat dezen zich onder het tafelblad bevonden. Op het tafelblad bevond zich, wel zichtbaar, een rubberen hand. Vervolgens werd de onzichtbare hand onder het tafelblad aangeraakt, terwijl proefpersonen keken naar stimulatie van de rubberen hand. Zij rapporteerden daarbij het merkwaardige gevoel 'alsof de rubberhand de eigen hand was.' Ook hier is dus sprake van een conflict tussen twee prikkels, en overwint wederom de visuele prikkel het van de conflicterende (tast)prikkel.